# Epidendrum jefeallenii
Epidendrum jefeallenii är en orkidéart som beskrevs av Eric Hágsater och García-cruz. Epidendrum jefeallenii ingår i släktet Epidendrum och familjen orkidéer.
Artens utbredningsområde är Panamá. Inga underarter finns listade i Catalogue of Life.